# Vojna treh Henrikov
Vojna treh Henrikov  (francosko Guerre des trois Henri), znana tudi kot osma francoska verska vojna (francosko Huitième guerre de religion), je bila vojna med tremi kandidati za francoski prestol, ki je trajala od leta 1585 do 1589. Trije Henriki so bili:
- Vladajoči kralj Henrik III., ki so ga podpirali rojalisti in visoko plemstvo,
- Henrik III. Navarski, kasnejši kralj Henrik IV., vodja hugenotov, ki jih je podpirala angleška kraljica Elizabeta I. in nemški protestantski knezi, in
- Henrik Lorenski, vojvoda Guiški, vodja Katoliške lige, ustanovljene s podporo španskega kralja Filipa II.[1]

Temeljni vzrok vojne je bila grozeča nasledstvena kriza po smrti Franca, vojvode Anžujskega in brata Henrika III. 10. junija 1584. Če bi vladajoči kralj Henrik III. umrl brez moškega potomca, bi Valoijska dinastija izumrla in prestolonaslednik bi prestolonaslednik bi postal protestant Henrik Navarski. 31. decembra 1584 je Katoliška liga s Sporazumom iz Joinvilla sklenila zavezništvo s Filipom II. Španskim,  ki je želel preprečiti, da bi se njemu sovražna Francija vmešala v špansko vojno na Nizozemskem in njegovo načrtovano invazijo na Anglijo.
Vojna se je začela, ko je Katoliška liga prepričala ali prisilila kralja Henrika III., da je 7. julija 1585 podpisal Sporazum iz Nemoursa, ki je prepovedal protestantizem in razveljavil pravico Henrika Navarskega do francoskega prestola. Na Henrika III. je verjetno vplivala kraljeva ljubljenka Anne de Joyeuse. Septembra 1585 je papež Sikst V. izobčil tako Henrika Navarskega kot njegovega bratranca in vodilnega generala Condéja, da bi ju uradno odstranil iz kraljevaga nasledstva.

## Potek

### 1585
V prvem delu vojne so bili rojalisti in Katoliška liga nelagodni zavezniki proti skupnemu sovražniku, hugenotom. Filip Emanuel, vojvoda Mercœur, viden član Katoliške lige in od leta 1582 guverner Bretanje, je vodil pohode proti protestantom v letih 1585, 1587 in 1588, vendar je bil večkrat poražen in prisiljen pobegniti, s čimer si je utrdil sloves šibkega bojevnika. Brantôme ga je v šali poimenoval "duc de Recule" ("vojvoda umika"). V začetni fazi je Mercœur leta 1585 napadel Poitou in se v bitki pri Fontenay-le-Comte spopadel s Henrikom, princem Condéjskim. Condé ga je prisilil na umik čez Loaro, zajel večino njegovega trena in vojni plen, ki ga je Mercœur pridobil na začetku svoje kampanje. Ujel je tudi več skupin njegovih vojakov. Oktobra 1585 je Condé oblegal Brouage, vendar je moral obleganje prekiniti, ko je zaradi izdaje padel grad Angers. Ko je Condé 21. oktobra prispel v Angers, je bil grad v rokah 6.000 rojalističnih vojakov. Po zmedi v svoji vojski se je hitro umaknil. Condéjeva vojska je med begom razpadla. Nekaj vojakov je pobegnilo, ujetnike pa so katoliški vojaki pogosto usmrtili.

### 1586
V začetku leta 1586 so bile sile Henrika Navarskega veliko šibkejše od njegovih nasprotnikov, zato je poskušal okrepiti svoj položaj in svojo vojsko s kupovanjem časa in izogibanjem splošnemu spopadu. V ta namen je objavil več izjav, v katerih je obžaloval bedo vojne, obsodil tiste, ki so se vojskovali, in trdil, da sam ni kriv za to, in nagovarjal duhovščino s pilatovskimi besedami: »Če vas vojna tako veseli, če imate bitko, prepir in zaroto raje kot svet, si umivam roke in kri, ki bo morda prelita, bo padla na vaše glave«. Februarja 1586 je princ Condé zasedel La Rochelle in otok Oléron ter ju spremenil v hugenotski trdnjavi. V začetku aprila 1586 je guverner Brouagea St. Luc 24 ur napadal La Rochelle s 5.000 vojaki, vendar so ga branilci prisilili k umiku. Izgubil je približno 400 vojakov in velik del svojega trena. Condé je pri Saintesu dosegel za hugenote dragoceno zmago. Konec leta 1586 je Armand de Gontaut, baron Bironski, oblegal Marans, pomembno mesto, ki je omogočalo dostop do La Rochelle, in bil v bitki ranjen. Prihod Henrika Navarskega je okrepil utrdbe v regiji in dvignil moralo. Glasnik Henrika III. je od obeh strani zahteval, naj prekineta sovražnosti in začneta mirovna pogajanja, zaradi česar se je Biron umaknil, Henrik Navarski pa je obljubil, da se bo srečal s Henrikom III. Pogajanja so bila kmalu prekinila zaradi nezaupanja, ne samo med obema Henrikoma, ampak tudi med Henrikom III. in Katoliško ligo, vključno s Karlom, vojvodo Mayennskim, enim od njegovih vodilnih generalov, ki ni uspel doseči ničesar, a je za svoje neuspehe krivil kralja.

### 1587
V bitki pri Jarrieju 19. avgusta 1587 so zmagali katoliki. Henrik III. je v bitko proti Henriku Navarskemu poslal poslal Anneja Joyeškega, sam pa je nameraval prestreči nemško in švicarsko vojsko. V bitki pri Coutrasu 20. oktobra  1587 je Navarski porazil Annejevo kraljevo vojsko, vojvoda Anne pa je v bitki padel. To je bila prva zmaga hugenotov na bojišču. Henriku III. je uspelo preprečiti združitev nemške in švicarske vojske. Švicarji so bili sicer njegovi zavezniki, vendar je Henrik III. vztrajal, da mu njihova invazija ne koristi, ampak škodi, in vojska se je vrnila domov. Nemci, ki jih je vodil Fabien I., mestni grof Dohna, so se želeli boriti proti vojvodi Guiškemu. Guise je je rekrutiral nekaj umikajočih se Švicarjev, ki so se brez pomislekov bojevali na kateri koli strani, in v bitki pri Vimoryju 26. oktobra 1587 presenetil in porazil Nemce.

### 1588
V Parizu je slava odvrnitve nemških in švicarskih protestantov pripadla vojvodi Guiškemu. Na kraljeva dejanja so gledali s prezirom. Menili so, da je kralj Švicarje povabil, jih plačal za prihod in jih poslal nazaj. Kralj, ki je odigral odločilno vlogo v kampanji in pričakoval, da bo za to počaščen, je bil osupel, da se je javnost tako odzvala proti njemu. Katoliška liga je dobro izkoristila svoje pridigarje. Vladi Normandije in Pikardije sta bili okrnjeni zaradi smrti Joyeusea in Condéja. Guise je zase zahteval Normandijo, za svojega sorodnika Aumaleja pa Pikardijo. Kralj je obe zahtevi zavrnil. Za upor proti kraljevim namestnikom v teh provincah je bila mobilizirana Katoliška liga. Guiseu je bil prepovedan vstop v prestolnico, vendar prepovedi ni upošteval. V normalnih okoliščinah bi vstop v mesto stal življenja, v splošni zmedi pa se je zanašal na svojo priljubljenost med množicami. Po dnevu barikad, uporu, ki ga je delno načrtoval španski diplomat Bernardino de Mendoza, se je kralj odločil pobegniti v Blois.
Po porazu španske Armade leta 1588 je kralj sredi spletk in zarot sklical genealno skupščino državnih stanov: aristokracije, cerkve in podložnikov. Henrik Guiški je načrtoval kraljev umor in svojo zasedbo francoskega prestola.

### 1589
Leta 1589 je izbruhnila odprta vojna med rojalisti in Katoliško ligo. Vodstvo lige je prevzel Karel, vojvoda Mayennski, mlajši brat Karla Guiškega. Zdelo se je, da se Henrik III. nikakor ne bo mogel upreti svojim sovražnikom, saj je bila njegova oblast omejena na Blois, Tours in bližnja okrožja. V teh mračnih časih je francoski kralj končno našel skupno besedo s svojim bratrancem in naslednikom Karlom Navarskim. Izjavil je, da ne bo več dovolil, da bi protestante imenovali heretike, saj so obudili stara stroga načela kraljevine in božje pravice. V obeh kraljih so se združila načela strpnosti in rojalizma proti tesno povezanim ultrakatoliškim in proti rojalističnim naukom na nasprotni strani. Henrik III je zaprosil za pomoč Švicarje, ki so se bili pripravljeni pridružiti njegovi stvari, katoliški rojalisti pa so oživili svojo pripadnost francoski kroni. V Pontoiseju je kralj stopil na čelo vojske 40.000 mož. Na novo pridobljena moč je navdihnila hrabre načrte: načrtoval je zavzetje Pariza, da bi enkrat za vselej zlomil moč Katoliške lige. Predaja Pariza se je celo meščanom zdela verjetna. Pridigarji Lige so odobrili kraljev umor, da bi maščevali Guiseov umor. Kralja Henrika III. je avgusta 1589 v Saint-Cloudu ubil fanatični katoliški menih Jacques Clément.
S smrtjo Henrika III. je koalicija razpadla. Številni katoliški rojalisti niso bili pripravljeni služiti protestantu Henriku IV., zato se je vojska umaknila iz Pariza.

## Posledice
Spomladi se je Henrik Navarski, kasnejši kralj Henrik IV., vrnil na bojišče, dosegel pomembni zmagi pri Ivryju in Arquesu ter oblegal Pariz, čeprav je bila njegova vojska številčno mnogo šibkejša. Obleganje je prekinika španska vojska pod poveljstvom parmskega vojvode Aleksandra Farneseja.
Henrik se je odločil, da nadaljnje vojskovanje ni vredno stroškov, in se leta 1593 spreobrnil v katolištvo. Prebivalci Pariza, utrujeni od vojne in razočarani nad voditelji Lige, so ga z veseljem sprejeli.
Francoske verske vojne so trajale še nekaj let, ker so se zagovorniki Lige in španske čete še naprej upirali ponovni združitvi Francije. Ko so bili ti problemi rešeni, se je z vladavino novega kralja Henrika IV. začelo obdobje miru, ki se običajno obravnava kot francoska zlata doba. Henrik IV. je bil in ostaja eden od najbolj ljubljenih francoskih kraljev.